# Heteropoda kuluensis
Heteropoda kuluensis este o specie de păianjeni din genul Heteropoda, familia Sparassidae, descrisă de Sethi și Tikader, 1988. Conform Catalogue of Life specia Heteropoda kuluensis nu are subspecii cunoscute.